# Xantumolo
Lo xantumolo è una molecola polifenolica della famiglia dei calconi prenilati.
È contenuto nel luppolo ed ha proprietà anti-ossidanti, di potenziale interesse terapeutico.

## Proprietà
Le birre a più alto contenuto di xantumolo sono quelle con più luppolo.
La pianta del luppolo, con le sue infiorescenze femminili, usate dall'industria birraria per conferire alla bevanda il suo tipico sapore, contiene diversi tipi di flavonoidi. Tra questi il più abbondante è appunto lo xantumolo.